# Scorpaena normani
Scorpaena normani és una espècie de peix pertanyent a la família dels escorpènids.

## Descripció
- Fa 20 cm de llargària màxima.[4][5]

## Hàbitat
És un peix marí, demersal i de clima tropical que viu entre 50-300 m de fondària.

## Distribució geogràfica
Es troba a l'Atlàntic oriental: des de Mauritània fins al sud d'Angola.

## Observacions
És inofensiu per als humans.